# Peter van Berkel
Peter van Berkel es un deportista neerlandés que compitió en remo. Ganó tres medallas de plata en el Campeonato Mundial de Remo entre los años 1978 y 1981.

## Palmarés internacional
| Campeonato Mundial | Campeonato Mundial     | Campeonato Mundial | Campeonato Mundial        |
| Año                | Lugar                  | Medalla            | Prueba                    |
| ------------------ | ---------------------- | ------------------ | ------------------------- |
| 1978               | Copenhague (Dinamarca) | Medalla de plata   | Cuatro sin timonel ligero |
| 1979               | Bled (Yugoslavia)      | Medalla de plata   | Cuatro sin timonel ligero |
| 1981               | Múnich (RFA)           | Medalla de plata   | Cuatro sin timonel ligero |